# العالیات
العالیات (به عربی: العالیات) یک روستا در سوریه است که در حمص واقع شده‌است. العالیات ۵۳۲ نفر جمعیت دارد.